# No Distance Left to Run
Pour plus de détails, voir Fiche technique et Distribution.
No Distance Left to Run: A Film About Blur est un film documentaire britannique réalisé par Will Lovelace et Dylan Southern en 2010. Il retrace l'histoire du célèbre groupe Blur.

## Fiche technique
- Titre : No Distance Left to Run
- Réalisation : Will Lovelace et Dylan Southern
- Photographie : Ross McLennan et Dylan Southern
- Montage : Dylan Southern
- Production : Lucas Ochoa
- Société de production : Pulse Films
- Pays :  Royaume-Uni
- Genre : Documentaire
- Durée : 104 minutes
- Dates de sortie : 
  -  Royaume-Uni : 19 juin 2010